# Малышкин, Александр Георгиевич
Алекса́ндр Гео́ргиевич Малы́шкин (9 (21 марта) 1892, Богородское, Пензенская губерния — 3 августа 1938, Москва.) — русский советский писатель, классик социалистического реализма.

## Биография
Александр Малышкин родился 9 (21) марта 1892 года в селе Богородском Мокшанского уезда Пензенской губернии. Его отец служил приказчиком в лавке, принадлежавшей мокшанскому купцу и писателю-народнику В. П. Быстренину. По рассказам Анны Георгиевны Малышкиной, родной сестры писателя: «Нас в семье было детей семь человек, дед наш был из зажиточных мужиков, а отец перебрался в город Мокшан и купил пекарню, где пёк калачи и продавал их по копейке пара». О своём детстве Малышкин рассказывает в романе «Люди из захолустья»: «Мы были бедные, мы происходили из курносого, застенчивого простонародья, и я был первый в нашем роду, которого отец дерзнул послать в гимназию, на одну скамейку с господами».
В 1916 году Малышкин окончил филологический факультет Петроградского университета. Уже во время учёбы в университете (в 1913—1915 годах) пишет реалистические рассказы об уездной жизни (публикации в журналах «Современный мир», «Наша заря», «Весь мир», «Свободный журнал» и др.).
После окончания университета Малышкин был призван в армию, досрочно произведён в прапорщики и направлен в Севастополь, в действующий Черноморский флот. С 1918 по 1920 годы участвовал в Гражданской войне на Восточном, Туркестанском и Южном фронтах; принимал участие в операциях по овладению Крымом. В 1925 году после службы в РККА заведывал военно-морским отделом газеты «Красная звезда».
Входил в литературную организацию «Перевал». Был одним из руководителей Всерососсийского союза советских писателей, членом редколлегии журнала «Новый мир». Жил в Москве в знаменитом «Доме писательского кооператива» (Камергерский переулок, 2).
Жена Вера Малышкина, сын Георгий (Юрий) Александрович Малышкин, в 18 лет погиб на Курской дуге, командир взвода танков.
Известность Малышкину принесла написанная в 1923 году повесть «Падение Даира» — одна из первых в советской литературе попыток осмыслить народный характер революции.
Широкое читательское признание принёс незаконченный из-за ранней смерти роман «Люди из захолустья» (1937—1938), явившийся вершиной творчества писателя. В романе тщательно разработана тема перевоспитания людей в процессе послереволюционных преобразований. «Малышкин обращается к требовавшейся тогда сверху теме первой пятилетки и перевоспитания людей, но сознательно сосредоточивает своё внимание не на машинах и промышленном производстве, а на людях». Также стали известными повести «Февральский снег» и «Севастополь».
В Пензу писатель приезжал в конце января 1938 года для сбора материалов «о новой индустриальной Пензе», собирался написать для пензенского театра пьесу, но 3 августа пришло сообщение о его смерти.
В 1950 году в Пензе был издан его сборник «Рассказы, очерки, киносценарии».

## Характеристика творчества
В ранних произведениях Малышкина чувствовалось влияние Лескова и Достоевского. Для рассказов характерна сказовая манера, позволявшая передать атмосферу уездного быта, воссоздать точные реалии обстановки и одновременно дать представление о характерах героев, типажах, воссоздать образный, разговорный язык.
Повесть «Падение Даира» была воспринята современниками как новаторское произведение: она была основана на реальных событиях (битва за Перекоп), в текст включены документы того времени, сводки штаба, но по стилю близка к былинному повествованию, к эпосу, к лиро-эпической поэме. Здесь Малышкин задавался целью выдвинуть на первый план массы как единственно действенный фактор истории, пренебрегая индивидуализацией образов. Это произведение, написанное под влиянием Б. Пильняка, в поэтически-экспрессивной форме говорит о спонтанной активности безымянных людских масс.
Писатель был похоронен в Москве на Новодевичьем кладбище. В 1977 году в Мокшане был открыт музей А. Г. Малышкина. Его именем названа СОШ № 2 в Мокшане Пензенской области.

## Произведения
- 1913 — «Последний Барыков», рассказ
- 1914 — «Полевой праздник», рассказ
- 1914 — «Сутуловские святки», рассказ
- 1915 — «Уездная любовь», рассказ
- 1923 — «Падение Даира», повесть, альм. «Круг», № 1, отд. изд. 1926
- 1925 — «Поезд на юг», рассказ
- 1926 — «Севастополь», М., ГИХЛ, повесть, 2-е изд. 1931
- 1926 — «Ночь под Кривым Рогом», М.: библиотека журнала «Огонёк» № 146 (?).
- 1928 — «Денёк», этюд
- 1928 — Февральский снег, повести и рассказы
- 1931 — «На высоте 565», очерк
- 1931 — «Люди из захолустья», роман, 2-е изд. 1938

Повесть «Севастополь» была экранизирована в виде одноимённого фильма, снятого в 1970 году на Одесской киностудии режиссёром Валерием Исаковым. Роль Шелехова (прототип Малышкин) исполнил Геннадий Корольков.

## Собрание сочинений
- Собрание сочинений в 3 томах. / Под ред.: Ф. Гладкова, В. Ермилова и Вл. Лидина. — М.: Гослитиздат, 1940—1947.
  - Т. 1: Повести и рассказы. — 1940. — 244 с., портр.
  - Т. 2: Севастополь. — 1947. — 374 с., портр.
  - Т. 3: Люди из захолустья. — 1947. — 356 с.
- Сочинения в 2 томах. — [Вступ. статья В. Ермилова; Сост., подгот. текста и примеч. Л. Вольпе]. — М.: Гослитиздат, 1956.
  - Т. 1: Рассказы. 1913—1915: Повести: Падение Даира. Севастополь. — 1956. — 535 с., портр.
  - Т. 2: Рассказы и очерки. 1922—1931; Люди из захолустья: Роман. — 1956. — 466 с.
- Сочинения в 2 томах. — [Вступ. статья В. Ермилова, с. 3—18]; [Примеч. Л. Вольпе]; [Ил.: П. Пинкисевич]. — М.: Правда, 1965. (Б-ка «Огонёк»).
  - Т. 1: Рассказы: Повести: [Падение Даира. Севастополь]. — 1965. — 543 с.; ил.
  - Т. 2: Рассказы и очерки: Люди из захолустья.: Роман. — 1965. — 495 с.; ил.
- Избранные произведения: В 2 томах. — [Вступ. статья, с. 5—24, сост. и примеч. В. Новикова]. — М.: Художественная литература, 1978.
  - Т. 1: Рассказы 1913—1915 годов; Падение Даира: Повесть. Севастополь: Повесть. — 1978. — 511 с.; портр.
  - Т. 2: Рассказы 1922—1925 годов; Люди из захолустья: Роман. — 1978. — 421 с.: ил.